# У добру и у злу
У добру и у злу (енгл. Silver Linings Playbook) је америчка романтична комедија са елементима драме режисера и сценаристе Дејвида О. Расела снимљена по истоименој књизи Метјуа Квика. Главне улоге тумаче Бредли Купер и Џенифер Лоренс, док се у споредним улогама појављују Роберт де Ниро, Џеки Вивер, Крис Такер, Џон Ортиз и Џулија Стајлс.
Филм је остварио добру зараду на биоскопским благајнама и наишао је на позитиван пријем код критичара. Био је номинован за бројне награде, укључујући 8 Оскара, од којих је освојио једног - за најбољу глумицу у главној улози. Поред Оскара, Џенифер Лоренс је за ову улогу добила и награде Златни глобус, Спирит, као и награде Удружења филмских глумаца и Удружења филмских критичара.

## Радња
Живот не иде увек по плану. Пет Солатано је изгубио све – кућу, посао и супругу. Сада поновно живи са мајком и оцем, након што је осам месеци провео у психијатријској установи, да би избегао затворску казну. Пет је одлучан да поновно изгради свој живот, остане оптимистичан и поновно се зближи са својом супругом, упркос драматичним околностима у којима су се растали. Петови родитељи желе једино да он поновно стане на своје ноге и да дели с њима опседнутост екипом америчког фудбала, Филаделфија Иглсима. Kада Пет упозна Тифани, тајанствену девојку са сопственим проблемима, ствари се компликују. Тифани нуди Пету помоћ у зближавању са његовом супругом, али под условом да он заузврат учини нешто што је њој битно. Како се њихов договор остварује, појављује се необична повезаност између њих двоје и оптимизам улази у њихове животе.

## Улоге
| Глумац         | Улога                          |
| -------------- | ------------------------------ |
| Бредли Купер   | Патрик „Пет” Солтано млађи     |
| Џенифер Лоренс | Тифани Максвел                 |
| Роберт де Ниро | Патрицио „Пет” Солтано старији |
| Џеки Вивер     | Долорес Солтано                |
| Крис Такер     | Дени Макданијелс               |
| Анупам Кер     | доктор Клиф Пател              |
| Џулија Стајлс  | Вероника                       |
| Бри Би         | Ники                           |
| Шеј Вигам      | Џејк Солтано                   |
| Џон Ортиз      | Рони                           |
| Пол Херман     | Ренди                          |
| Деш Мајхок     | полицајац Кио                  |